# Il Baretti
Il Baretti fu una rivista fondata da Piero Gobetti. È uscita come quindicinale di letteratura dal 23 dicembre 1924 al dicembre 1928.

## Storia
Nel 1922, sul periodico La Rivoluzione liberale, la seconda rivista di Piero Gobetti comparve l'annuncio di un supplemento letterario, Il Baretti.
Il supplemento nasce solamente nel 1924, dopo che erano stati annunciati i suoi contenuti ai lettori nel numero del 15 novembre dello stesso anno.
Uscito il 23 dicembre 1924, Il Baretti convive con La Rivoluzione liberale per circa un anno, poi, soppressa quest'ultima per ordini mussoliniani e dopo la morte di Gobetti, essa prosegue mensilmente fino al dicembre del 1928.
Con il titolo la rivista rende omaggio a Giuseppe Baretti, letterato italiano del Settecento, e tende così a mettere in evidenza l'impostazione non enfatica dell'idea di letteratura che vi si voleva esprimere, in contrapposizione all'enfasi dei letterati del regime.
Il gruppo redazionale del «Baretti» era formato da alcuni collaboratori della «Rivoluzione liberale» e da alcuni personaggi noti, come Augusto Monti, Umberto Morra di Lavriano, Leonello Vincenti, Guglielmo Alberti ai quali si aggiunsero, in un secondo tempo, Leone Ginzburg, Giacomo Debenedetti, Natalino Sapegno, Mario Fubini che, pur assediati dalla censura, continuano ad attenersi alla lezione "intransigente" di Gobetti, la cui voce diventa testamento etico da custodire dopo la morte. Vi collaborarono anche Giovanni Ansaldo, Adriano Grande, Giuseppe Prezzolini, Giuseppe Raimondi, Giustino Fortunato e Luigi Einaudi, Edmondo Rho.
Essa accolse, fin dai primi numeri, collaboratori stranieri e si occupò di autori sconosciuti in Italia.
Dal secondo numero divenne assiduo collaboratore Eugenio Montale e dalla metà del 1925 lasciò ampio spazio al dibattito di Benedetto Croce sull'idealismo e sull'estetica.
Sul numero del 1º gennaio 1926 viene riportata la diffida presentata a Gobetti dalla questura di Torino a "continuare qualsiasi attività editoriale" e un articolo della redazione avvisa i lettori del passaggio della rivista dalla direzione di Gobetti ad una nuova società anonima "Le Edizioni del Baretti".
Dopo la morte di Gobetti il periodico continuò ad essere pubblicato fino al 1928 e quindi fu chiuso per ordine del prefetto.